# Géographie du Svalbard
La taille totale du Svalbard est de 61 022 km2. Les 10 plus grandes îles sont :
- Spitzberg (37 673 km2)
- Nordaustlandet (14 443 km2)
- Edgeøya (5 074 km2)
- Barentsøya (1 288 km2)
- Kvitøya (682 km2)
- Prins Karls Forland (615 km2)
- Kongsøya (191 km2)
- Île aux Ours (178 km2)
- Svenskøya (137 km2)
- Wilhelmøya (120 km2)

L'archipel compte également toute une série d'îles plus petites et d'îlots qui atteignent au total 621 km2.

## Subdivisions territoriales
Le Svalbard est découpé en 21 territoires. Seule une petite partie de ces territoires a  ou a été habitée. Les frontières entre ces territoires ne sont pas parfaitement délimitées en particulier pour les frontières terrestres. Le plus souvent, c'est une montagne, une chaîne de montagne ou un glacier qui détermine la limite. 
Seules les îles du Spitzberg (17 territoires) et de Nordaustlandet (4 territoires) sont concernées par ce découpage. 